# Angerona feminaecoloris
Angerona feminaecoloris är en fjärilsart som beskrevs av R.C. Valle 1930. Angerona feminaecoloris ingår i släktet Angerona och familjen mätare. Inga underarter finns listade i Catalogue of Life.